# Historia małżeńska
Historia małżeńska (ang. Marriage Story) – amerykański dramat filmowy z 2019 roku w reżyserii Noaha Baumbacha. W rolach głównych wystąpili Scarlett Johansson i Adam Driver. Zdjęcia kręcono w Nowym Jorku i Los Angeles.

## Fabuła
Małżeństwo reżysera teatralnego i aktorki zaczyna się rozpadać. Kobieta pokazuje mężowi wniosek o rozwód, którym jest  bardzo zaskoczony. Wkrótce rozpoczyna się sądowa batalia, która odbija się na życiu obojga oraz ich syna.

## Obsada

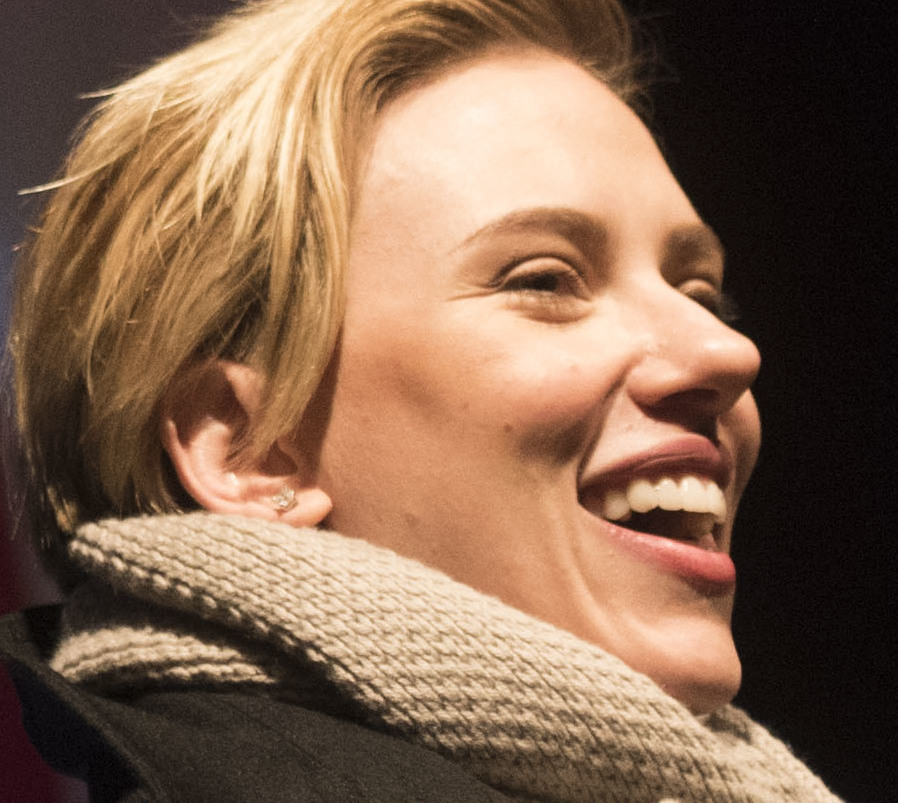
Scarlett Johansson (2012)

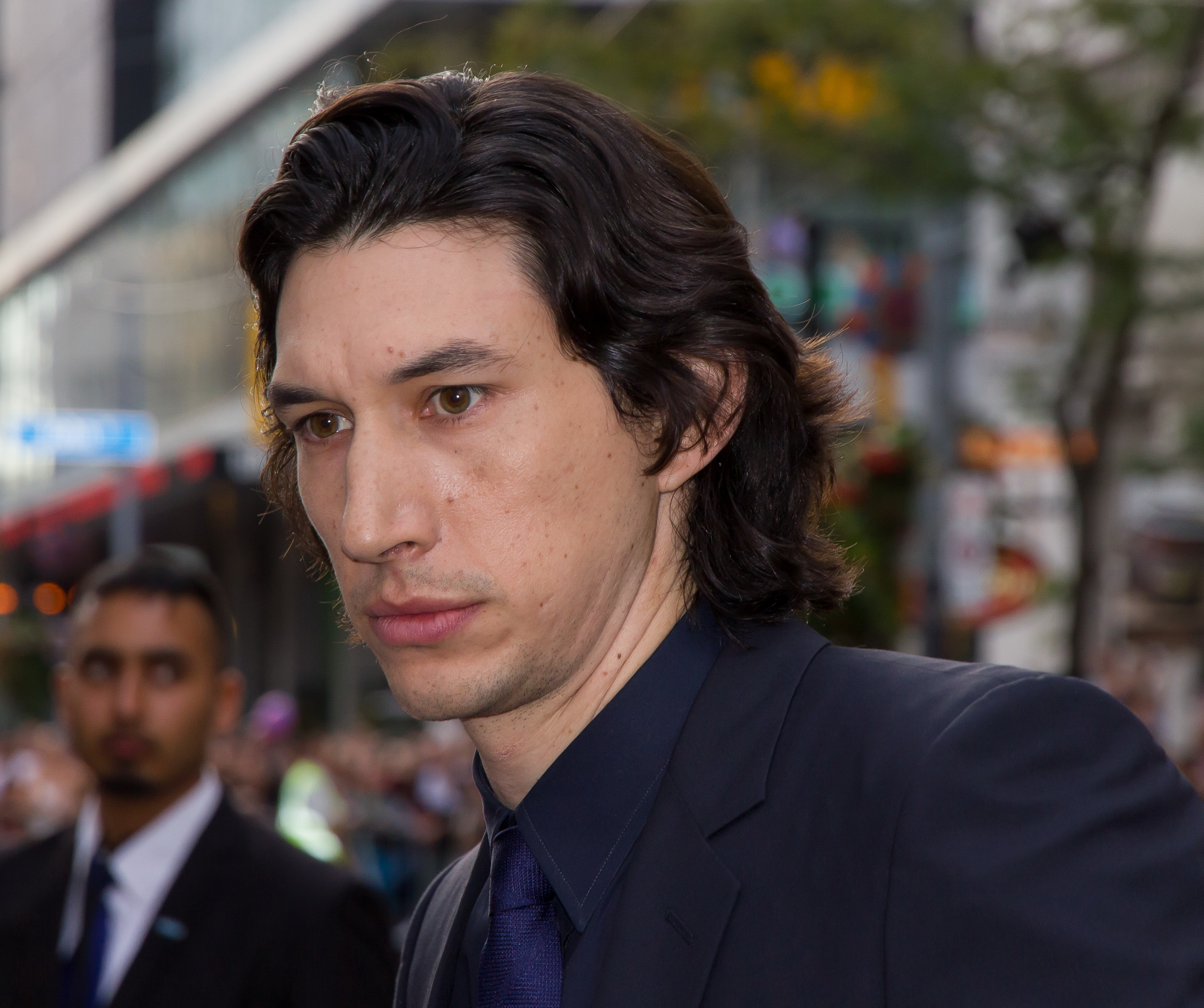
Adam Driver (2014)

| Aktor              | Rola         |
| ------------------ | ------------ |
| Scarlett Johansson | Nicole       |
| Adam Driver        | Charlie      |
| Laura Dern         | Nora Fanshaw |
| Alan Alda          | Bert Spitz   |
| Ray Liotta         | Jay          |
| Julie Hagerty      | Sandra       |
| Merritt Wever      | Cassie       |
| Mark O'Brien       | Carter       |
| Kyle Bornheimer    | Ted          |
| Brooke Bloom       | Mary Ann     |
| Matthew Shear      | Terry        |
| Azhy Robertson     | Henry        |

## Odbiór

### Krytyka w mediach
Film spotkał się z bardzo dobrą reakcją krytyków. W serwisie Rotten Tomatoes 94% z 388 recenzji uznano za pozytywne, a średnia ocen, wystawionych na ich podstawie, wyniosła 8,8/10. Na portalu Metacritic średnia ocen z 53 recenzji wyniosła 93 punkty na 100.

### Nagrody i nominacje
Film zdobył 6 nominacji do Oscarów (w tym za najlepszy film) oraz 5 nominacji do Złotych Globów, przy czym Laura Dern dostała obie statuetki za rolę drugoplanową. Poza tym film uzyskał 5 nominacji do nagrody BAFTA i 2 Satelity (nagrodę otrzymała Scarlett Johansson dla najlepszej aktorki pierwszoplanowej i Noah Baumbach za najlepszy scenariusz).